# Ludovico Incisa di Camerana
Ludovico Incisa di Camerana (* 12. Dezember 1927 in Cagliari; † 2. Mai 2013 in Rom) war ein italienischer Diplomat.

## Leben
Incisa di Camerana studierte bis 1949 Rechtswissenschaften sowie bis 1953 Politikwissenschaften und trat 1955 in den auswärtigen Dienst. Er wurde in Le Havre, Rio de Janeiro, London und Madrid beschäftigt. Von 1980 bis 1985 war er Botschafter in Caracas. Von 1985 bis 1991 war er Botschafter in Buenos Aires. 1996 war er kurz Staatssekretär für Auswärtige Angelegenheiten in der Regierung von Lamberto Dini.

## Schriften
(Auswahl)
- L’era di Kissinger, 1975
- I caudillos – Biografia di un continente, 1994
- Fascismo, populismo, modernizzazione, 1999
- Il grande esodo – Storia delle migrazioni italiane nel mondo, 2003
- I ragazzi del Che – Storia di una rivoluzione mancata, 2007